# The Airborne Toxic Event
The Airborne Toxic Event est un groupe de rock indépendant américain, originaire de Los Angeles, en Californie. Le nom du groupe provient d'une section du roman White Noise de Don DeLillo.

## Biographie

### Formation et débuts (2006–2007)

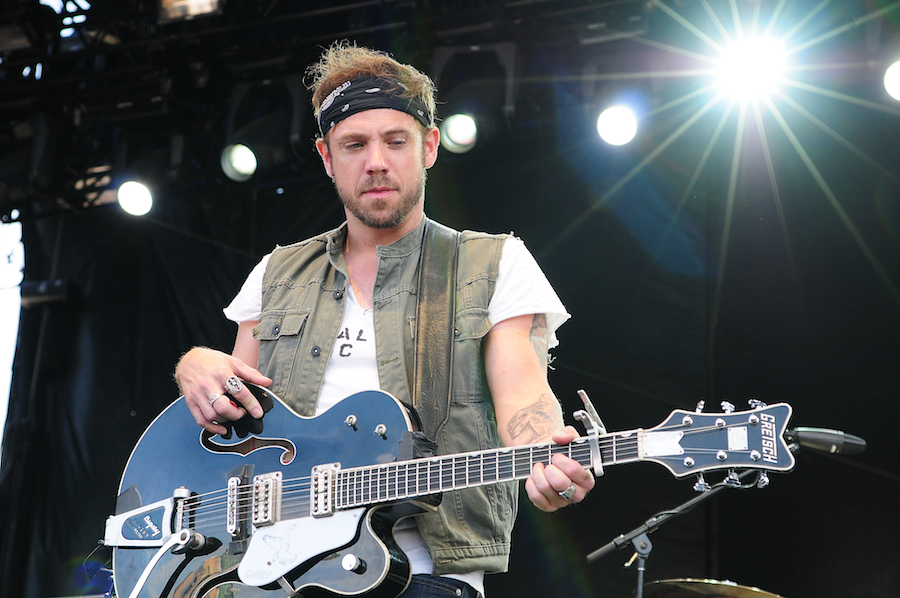
Mikel Jollett en 2012.

À l'origine auteur et essayiste, Mikel Jollett commence à écrire des chansons, les jouant sur sa guitare acoustique pendant une semaine, en mars 2006, après avoir appris que sa mère a été diagnostiquée d'un cancer, et que lui-même était atteint d'une maladie auto-immune qui le déformeront physiquement : il souffrira de deux maladies appelées Alopecia areata et Vitiligo. Cet enchaînement d'événements traumatisants mène à l'écriture rapide de chansons, et c'est à cette période qu'il fait la rencontre de Daren Taylor grâce à une connaissance, à Silver Lake, Los Angeles. En été 2006, Jollett et Taylor répètent à plusieurs reprises les chansons de Jollett, comme Wishing Well, Missy, et Innocence, qui apparaitront finalement sur le premier album du groupe. Après quelques mois de répétitions, Jollett rencontre Anna Bulbrook une nuit au El Gran Burrito, un restaurant mexicain de Silver Lake. Entrée par la musique de chambre orchestrale, elle a emménagé de New York à Los Angeles.
En été 2007, le label indépendant britannique Square Records publie un single 7" de la chanson Does This Mean You Are Moving On? de Airborne Toxic Event. En son soutien, le groupe part pour une tournée britannique de dix jours, jouant à Londres et Brighton. À son retour aux États-Unis, le groupe prépare un album de 14 chansons avec le producteur Pete Min dans son home studio d'Atwater Village, à Los Angeles. Seules dix de ces chansons seront publiées. En décembre 2007, le groupe joue sa chanson Sometime Around Midnight dans l'émission Mr. Shovel's Check One Two de la radio locale Indie 103.1. En avril 2008, après avoir courtisé plusieurs labels, The Airborne Toxic Event signe sur le label indépendant Majordomo Records, basé à Los Angeles. Peu après, le 24 avril, ils participent à l'émission Last Call with Carson Daly.

### The Airborne Toxic Event(2008–2009)

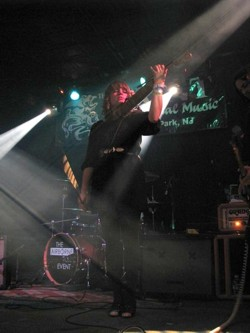
The Airborne Toxic Event au Saint d'Asbury Park, en mars 2009.

Le 5 août 2008, le groupe publie son premier album, The Airborne Toxic Event. Il est accueilli positivement par la presse spécialisée comme le Los Angeles Times, Newsweek, Q, Entertainment Weekly, et Drowned in Sound. Le Boston Herald nomme l'album « meilleur premier album de l'année ». Le 6 décembre 2008, iTunes classe Sometime Around Midnight premier dans sa liste des meilleures chansons alternatives de 2008. Néanmoins, Pitchfork va à contre-courant en attribuant à l'album une note de 1,6 sur 10 étoiles, accusant le groupe d'imiter les pires aspects de groupes comme Arcade Fire, The Strokes, et Interpol. En réponse à cela, le groupe publie un communiqué expliquant ne pas prendre au sérieux cette remarque.
Plus tard, le groupe effectue sa tournée 30 Shows in 30 Days au Royaume-Uni en novembre, pendant laquelle ils effectuent trente nuits de concerts d'affilée en Angleterre et en Écosse. La tournée s'arrête aussi à Derby, York, Birmingham, Northampton, Leicester, Aldershot, Yeovil, Hayle, Southampton, Liverpool, Carlisle, Middlesbrough, Manchester, Hull, Leeds, Oxford, Brighton, Nottingham, Barrow-in-Furness, Stoke-on-Trent, Cardiff, Bristol, Sheffield, Preston, Dundee, Glasgow, et Fife. En janvier 2009, the Airborne Toxic Event embarque pour sa première tournée en tête d'affiche, commençant par le Royaume-Uni, puis terminant par l'Amérique du Nord.  Ils tournent ensuite pendant le restant de l'année jouant à des festivals tels que le Coachella, Lollapalooza, T in the Park, Fuji Rock, les Reading and Leeds Festivals, Oxegen, Latitude Festival, FM4 Frequency Festival, Pukkelpop, A Campingflight to Lowlands Paradise, et le Sasquatch! Music Festival. Entretemps, en début mars 2009, The Airborne Toxic Event signe avec le label Island Records.

### Nouveaux albums (depuis 2010)
En partenariat avec Amnesty International, le groupe lance un site web, nedaspeaks.org, pour collecter des fonds, luttant contre le mauvais traitement des droits de l'Homme en Iran.
Leur deuxième album, All at Once, est publié le 25 avril 2011 en Europe, et le 26 avril en Amérique du Nord. Le 22 janvier 2011, ils jouent un concert avec le Colorado Symphony Orchestra au Boettcher Concert Hall de Denver, jouant une version orchestrale de la chanson All at Once. Le 1er février 2011, The Airborne Toxic Event publient leurs deux premiers singles de l'album en Amérique du Nord et en Europe, respectivement. Le même jour, ils embarquent dans une tournée en Europe continentale.
Le 2 juillet 2012, The Airborne Toxic Event annonce l'enregistrement d'un troisième album studio avec Jacquire King. Ils annoncent aussi leur arrivée au Red Rocks avec la Colorado Symphony le 20 septembre 2012. Le 22 janvier 2014, ils annoncent le remplacement de Noah Harmon par Ashley Dzerigian pour une série de concerts en 2014. En octobre 2016, le groupe publie le single America avant une tournée en 2017.

## Membres

### Membres actuels
- Mikel Jollett - chant, guitare, claviers
- Steven Chen - guitare, claviers
- Adrian Rodriguez - basse, chœurs
- Anna Bulbrook - alto, claviers, tambourin, chœurs
- Daren Taylor - batterie, percussions

### Anciens membres
- Noah Harmon - basse